# Caius Aurelius Cotta (consul en -200)
Pour les articles homonymes, voir Caius Aurelius Cotta et Aurelius Cotta.
Caius Aurelius Cotta est un homme politique romain de la fin du IIIe siècle av. J.-C. et du début du IIe siècle av. J.-C.

## Biographie
En 202 av. J.-C., il est préteur urbain.
En 200 av. J.-C., il est consul,. Le tirage au sort des attributions de territoire lui assigne l'Italie. En préparatifs de la guerre contre Philippe V de Macédoine, le Sénat lui fait lever deux légions. Mais ces troupes stationnées en Étrurie doivent intervenir contre les Gaulois qui ont attaqué Plaisance et assiègent Crémone en Gaule cisalpine. Toutefois, Aurelius Cotta est retenu à Rome par l'annonce de divers prodiges, qui nécessitent la consultation des Livres sibyllins et la tenue de cérémonies expiatoires. La répression contre les Gaulois est donc assurée par le préteur L. Furius. Après sa victoire, il est rejoint par Aurelius Cotta, qui prend le commandement de son armée. Aurelius relègue Furius en Étrurie et remporte des succès faciles contre les Gaulois en ravageant leur territoire et en faisant un butin important. Furius, réel auteur de la victoire sur les Gaulois, réclama devant le Sénat les honneurs du triomphe et les obtint après débats et vote des sénateurs. Revenu à Rome, Aurelius Cotta critiqua cette décision et ce triomphe où ne figurait aucun soldat, puisqu'ils étaient resrtés sous ses ordres. Puis, il organisa les comices pour l'élection des magistrats de l'année suivante.